# Wade Hampton
Wade Hampton és una concentració de població designada pel cens dels Estats Units a l'estat de Carolina del Sud. Segons el cens del 2000 tenia 20.458 habitants.

## Demografia
Segons el cens del 2000, Wade Hampton tenia 20.458 habitants, 9.210 habitatges i 5.645 famílies. La densitat de població era de 900,7 habitants/km².
Dels 9.210 habitatges en un 22,9% hi vivien nens de menys de 18 anys, en un 49,4% hi vivien parelles casades, en un 9% dones solteres, i en un 38,7% no eren unitats familiars. En el 32,7% dels habitatges hi vivien persones soles el 10,8% de les quals corresponia a persones de 65 anys o més que vivien soles. El nombre mitjà de persones vivint en cada habitatge era de 2,21 i el nombre mitjà de persones que vivien en cada família era de 2,81.
Per edats la població es repartia de la següent manera: un 19% tenia menys de 18 anys, un 9,6% entre 18 i 24, un 28,9% entre 25 i 44, un 24,3% de 45 a 60 i un 18,2% 65 anys o més.
L'edat mediana era de 40 anys. Per cada 100 dones de 18 o més anys hi havia 90,9 homes.
La renda mediana per habitatge era de 40.487 $ i la renda mediana per família de 54.106 $. Els homes tenien una renda mediana de 40.528 $ mentre que les dones 27.613 $. La renda per capita de la població era de 26.376 $. Entorn del 6,4% de les famílies i el 9% de la població estaven per davall del llindar de pobresa.

## Poblacions més properes
El següent diagrama mostra les poblacions més properes.